# Divine Intervention
Divine Intervention (Intervención Divina) es el sexto álbum de estudio de la banda estadounidense de thrash metal Slayer publicado el 3 de octubre de 1994. Es el primer disco que cuenta con Paul Bostaph en la batería después de la marcha de Dave Lombardo. Divine Intervention alcanzó el octavo puesto del Billboard en su primera semana, lo que se convirtió en la posición más alta que había alcanzado un disco de la banda hasta la edición de Christ Illusion en 2006, que llegó al quinto lugar de la misma lista.
Casi toda la música de la obra fue compuesta por el guitarrista Kerry King. Como al batería Paul Bostaph no le gustó demasiado el disco, ya que decía que las guitarras no sonaban lo suficiente, la banda se trasladó a otros estudios de grabación. Mientras estaban grabando las partes de batería del disco, la banda se movió a otros estudios diferentes para trabajar con Tom Petty, quien no tenía ninguna experiencia con grupos de heavy metal, por lo que fue sustituido por Toby Wright. Bostaph diría posteriormente del disco que era uno de los peores que había grabado con Slayer aunque a los fanes les gustase el resultado.
Algunos de los temas del disco tuvieron cierta polémica. "213" es el número del apartamento donde Jeffrey Dahmer torturó, violó y asesinó a 17 personas, y fue la fuente de inspiración de la canción del mismo título. El título "SS-3" es la matrícula del coche de Reinhard Heydrich, el segundo al mando de la policía nazi, las SS. Fue en este coche donde fue asesinado.
Por su parte, el disco incluía una foto de la muñeca de un fan de la banda, que tenía marcado a cuchillo el logo de Slayer. La parte exterior de la caja del CD de las primeras ediciones del disco contenía una especie de cuchilla con la forma de la S de Slayer, por lo que se supuso en su momento que fue con esta arma con la que el fan se marcó las muñecas.

## Lista de canciones
| N.º   | Título                | Letras                                   | Música         | Escritor(es) | Duración |  |
| 1.    | «Killing Fields»      | Tom Araya                                | Kerry King     |              | 3:57     |  |
| 2.    | «Sex. Murder. Art.»   | Araya                                    | King           |              | 1:50     |  |
| 3.    | «Fictional Reality»   |                                          |                | King         | 3:38     |  |
| 4.    | «Dittohead»           |                                          |                | King         | 2:31     |  |
| 5.    | «Divine Intervention» | Jeff Hanneman, King, Araya, Paul Bostaph | Hanneman, King |              | 5:33     |  |
| 6.    | «Circle of Beliefs»   |                                          |                | King         | 4:30     |  |
| 7.    | «SS-3»                | Hanneman                                 | Hanneman, King |              | 4:07     |  |
| 8.    | «Serenity in Murder»  | Araya                                    | Hanneman, King |              | 2:36     |  |
| 9.    | «213»                 | Araya                                    | Hanneman       |              | 4:52     |  |
| 10.   | «Mind Control»        | Araya, King                              | Hanneman, King |              | 3:04     |  |
| 36:29 |                       |                                          |                |              |          |  |

## Integrantes
- Tom Araya - voz, bajo
- Jeff Hanneman - guitarra
- Kerry King - guitarra
- Paul Bostaph - batería